# Боровичский округ
Боровичский округ — административно-территориальная единица Ленинградской области, существовавшая в 1927—1930 годах.
Боровичский округ был образован в 1927 году. Центром округа был назначен город Боровичи. Площадь территории округа была более 18 тыс. км². Население — 375 тыс. человек.
27 сентября 1927 года в Боровичах открылся первый окружной Съезд Советов.
По постановлению ЦИК и СНК СССР от 23 июля 1930 года Боровичский округ, как и большинство остальных округов СССР, был упразднён. Его районы отошли в прямое подчинение Ленинградской области.

## Административное деление
Округ был разделён на 13 районов: 
- Бельский,
- Бологовский,
- Боровичский,
- Валдайский,
- Кончанский,
- Минецкий,
- Мошенской,
- Окуловский,
- Опеченский,
- Ореховский,
- Рождественский,
- Торбинский,
- Угловский.